# たぶらかし
『たぶらかし』は、安田依央による日本の小説。第23回小説すばる新人賞受賞作、受賞時のタイトルは同名で漢字表記（当て字）の「百狐狸斉放（たぶらかし）」。

## 概要
新婚夫婦の新婦役になりきって夫の親戚に挨拶回り・妊娠や出産の報告、息子の小学校受験の面接・その後の保護者会出席・父兄との付き合い、様々な人物の代役を務める役者の物語。
2012年4月から6月に、谷村美月主演でテレビドラマ化された。

## 登場人物
冬堂 マキ（とうどう マキ）
ORコーポレーションの役者。39歳。社内では若手が少ないため、アラフォーながら、20代の役をこなす時もある。
34歳の時、役者では生活できず転職を考えていた時に、役者を募集していたORコーポレーションを知った。劇団を主宰していた時に、イスラエルの護身術を習っていた。
麻子（あさこ）
マキの大学時代の友人。上昇志向が強い。
松平（まつだいら）
ORコーポレーションの代表。普段は大阪弁を話す狸親父といった体だが、いざ演技を始めると部屋の空気が一変する。
本条 トメイ（ほんじょう トメイ）
ORコーポレーションの創立メンバーの役者。年輩の女性。小ヶ田からかしずかれている。
水鳥 モンゾウ（みずとり モンゾウ）
都市伝説化している代役業に興味を持ち依頼者として接近した後、ORコーポレーションに入り、マキの付き人に志願する。
劇団時代のマキの演技に魅せられ、自身も役者の道へ進み、劇団を主宰する。
浅井 頼子（あさい よりこ）
新婚の女性。親戚への結婚の報告の挨拶回りの代役を依頼する。マキ曰わく「乾燥し過ぎたシシャモ」のような体躯。
南川 景子（みなみかわ けいこ）
会社社長。息子の小学校受験の際の面接での母親役を依頼する。夫は売れないイラストレーター。合格後は、入学式や保護者会への参加など学校行事全般での長期契約をする。
南川 隆久（みなみかわ たかひさ）
南川社長の息子。母を「お母さま」、マキを「ママ」と呼び分け、複雑な状況を受け入れつつも家庭内で寂しさを感じている。
小ヶ田 弘毅（おがた こうき）
人気の二枚目俳優。松平と知り合い。モンゾウは同じ大学の演劇サークルの後輩。華やかな世界で活躍しながらも、ORの仕事を羨ましく思っている。

## テレビドラマ
『たぶらかし-代行女優業・マキ-』（たぶらかし だいこうじょゆうぎょう・マキ）のタイトルで読売テレビ製作・日本テレビ系列の木曜ミステリーシアターにて、2012年4月5日より6月28日まで放送された。谷村美月は本作が民放連続ドラマ初主演となる。
キャッチコピーは、「今夜は、なにを演じてほしい?」
2013年2月2日よりCS専門チャンネル・チャンネルNECOにて再放送された。

### キャスト

#### ORコーポレーション
冬堂 マキ - 谷村美月
所属していた劇団の解散により多額の借金を抱えてしまい、偶然ORコーポレーションの求人広告を見つけ、代行女優となる。劇団の借金をしていた南原からの依頼で藤田の娘・綾音を演じ、藤田の人質にされた娘・麻美の救出に成功した報酬として、彼女の借金は棒引きされた。
水鳥 モンゾウ - 山本耕史（少年期：佐々木稔生）
所属俳優。普段は舞台俳優をしている。小学6年の時、両親の離婚によって一家離散している。弟がいる。
松平 トキタダ - 段田安則
ORコーポレーション社長。
藤 ミネコ - 白羽ゆり
松平の秘書。音楽大学出身。マキやモンゾウ同様、代行女優として演じることがある。毎回コスプレを取り入れるシーンもあった。ドラマオリジナルキャラクター。

#### ゲスト
- 第1話
  - 白鳥 桜子（ゆりえの継母） - 宮崎美子
  - 白鳥 博人（ゆりえの夫） - 忍成修吾
  - 白鳥 ゆりえ（資産家・画家） - 内田慈
  - ギャラリーのオーナー - 瀬々敬久
- 第2話
  - 竹内 奈々 / 川上 美佳（バンブーネットコミュニケーションズ社長） - 三浦理恵子
  - 平野 孝司（ギガソリューションズ社長） - 内田朝陽
  - 加藤 宏明（ノワリー営業部部長） - 岸田真弥
  - 沙織（バンブーネットコミュニケーションズ社員） - 肘井美佳
  - 川崎（バンブーネットコミュニケーションズ社員） - 加藤啓
  - 平石商店社長（バンブーネットコミュニケーションズの顧客） - 藤田秀世
  - ウェブビジネス最前線インタビュアー - 田添菜穂子
- 第3話
  - 斉藤 あやめ（占い師） - 高岡早紀
  - 岡崎 まき（城東記念病院看護師） - 朝倉えりか
  - 金田 豪（闇金の取り立て屋） - 米村亮太朗
  - 島田（マキに妻の代行を依頼） - 夏目慎也
  - 長谷川 教子（主婦） - 柿丸美智恵
- 第4話
  - 白田 大輔（ORコーポレーション所属俳優） - 向井理[2]
  - 石川 エリ（日芝電機営業部派遣社員・吾郎の妻） - 酒井美紀
  - 石川 吾朗（石川ネジ経営者） - 野間口徹
  - 菅原 伸幸（日芝電機営業部部長） - 近江谷太朗
  - 金井 宏（石川ネジ支援者） - 山浦栄
  - 金井 恵子（宏の妻） - 小貫加恵
- 第5話
  - 久保 まり子（康平の婚約者） - 安藤聖
  - 浅井 康平（まり子の恋人） - 少路勇介
  - 浅井 昭夫（康平の父親） - 並樹史朗
  - 浅井 富子（康平の母親） - 根岸季衣
  - 山下（キャバクラ・CLUB JASMINEの客） - 山下敦弘
  - 久保 勇太（まり子・康平の息子） - 阿河武來
  - 写真館の主人 - 伊藤幸純
  - CLUB JASMINEキャバクラ嬢 - 遠藤留奈
- 第6話
  - 桐嶋 美響（ピアニスト） - 松山愛里（幼少期：稲葉菜月）
  - 佐野 伸子（神崎家の家政婦） - 緒川たまき
  - 神崎 隆一（資産家・美響の父親） - 浅野和之
  - 神崎の愛人 - 桜田聖子
- 第7話
  - 相原 沙耶香（フリーライター・幹生の恋人） - 三倉佳奈
  - 山之内 満子（週刊ミセス編集長・幹生の同期） - 渡辺真起子
  - 不破 幹生（沙耶香の恋人・満子の部下） - 石井正則
  - 二塚 咲子（不破の交際相手） - 彩也子
  - 幸恵（不破の交際相手） - 高田郁恵
  - 週刊ミセス編集者 - 井上尚、伊藤俊輔
  - 満子にぶつかった男 - 佐藤優
  - 警官 - 高木健
- 第8話
  - 中野 加奈（桜の葉総合病院院長・小児科医師） - 浅見れいな
  - 一ノ瀬 悟（脳外科医師） - 田中幸太朗
  - 溝口（会社員・一ノ瀬の友人） -岩瀬亮
  - 高津（会社員・一ノ瀬の友人） - 金子岳憲
  - 渡辺（桜の葉総合病院入院患者） - 外波山文明
  - 綾香（桜の葉総合病院小児科患者） - 栗本有規
  - 沙織（綾香の母親） - 竹中里美
  - 裕太（桜の葉総合病院小児科患者） - 升水柚希
  - トモコ（裕太の母親） - 山本裕子
  - メグミ（合コンの参加者） - 尾崎ナナ
  - 合コンの参加者 - 芽衣
  - わかば銀行行員 - 中脇樹人
  - 桜の葉総合病院小児科看護師 - 青山祥子
  - 加奈の母親 - 渡辺杉枝
- 第9 - 10話
  - 南川 英子（ゴールド化粧品社長） - 小沢真珠
  - 南川 トシオ（イラストレーター・英子の夫） - 宅間孝行
  - 南川 隆久（朋英学園初等部2年生・英子の息子） - 伊澤柾樹
  - 弓田 ヒカル（朋英学園初等部2年1組担任） - 山田キヌヲ
  - 岡田の母親 - 阿南敦子（第9話）
  - 岡田（朋英学園初等部2年生・隆久の同級生） - 江川征斗（第9話）
  - トシオのアシスタント - 綾瀬れん（第9話）
  - 青年（マキに彼女役の代行を依頼） - 中川真（第9話）
  - 青年の母親 - しのへけい子（第9話）
  - ゴールド化粧品社員 - 林摩耶（第9話）
  - 2年1組生徒 - 上田晟人、坂本伎邑洵（第9 - 10話） / 菊池羅生、樺澤碧、松本祐介（第9話）
  - モンゾウの父親 - 藤岡大樹
  - モンゾウの母親 - 加藤遥奈
  - 刑事（あけぼのプロダクション所属俳優） - 廻飛呂男、西本竜樹、和知大祐（第10話）
- 第11話
  - 郷田 堅造（資産家） - 石倉三郎
  - 郷田 裕造（堅造の息子・由紀江の兄） - 徳井優
  - 上嶋 由紀江（堅造の娘・裕造の妹） - 大沢逸美
  - 上嶋 由佳（由紀江の娘） - 宮地真緒
  - 主婦（堅造にゴミの分別を注意される） - 真下有紀
  - 米屋 - 長谷川茂
- 第12話
  - 畑中 友子（派遣OL・光博の恋人） - 木南晴夏
  - 秋山 光博（建築デザイナー・友子の恋人） - 金子貴俊（少年期：志村魁）
  - 松下 葉月（光博の元恋人・故人） - 入来茉里
  - 真島 裕美（整形後の友子） - 八代みなせ
  - 下川（整形外科医・Dr.ゴッドハンド） - 中山祐一朗
  - 秋山の義母 - 町田マリー
  - フランス料理店ウェイター - 住吉晃典
  - 秋山の父親 - 唐沢龍之介
- 最終話
  - 藤田 敦夫（立てこもり犯） - 村田雄浩
  - 南原 満（南原金融社長） - 菅田俊
  - 南原 麻美（南原の娘） - 松本花奈
  - 沢田刑事 - 吉満涼太
  - アナウンサー - 石川雄亮
  - 刑事 - 骨川道夫

### スタッフ
- 原作：安田依央『たぶらかし』（集英社）
- 脚本：森下直、西田直子、ブラジリィー・アン・山田、児玉頼子
- 音楽：出羽良彰、田尻知之
- 音楽プロデューサー：志田博英
- 主題歌：高橋優 「セピア」（ワーナーミュージック・ジャパン）
- 選曲：谷口広紀
- 音響効果：長澤佑樹
- ピアノ調律 / 指導：村田智佳子
- ピアノ指導：Kengo(Psalm)
- 殺陣指導：江藤大我
- タイトルCG：小関一智
- チーフプロデューサー：堀口良則
- プロデューサー：堀口良則、藤原努（ホリプロ）
- ラインプロデューサー：稲葉有也
- プロデューサー補：中間利彦、西原孝至
- 総合演出：遠藤光貴
- 演出補：江利川深夜
- 監督：遠藤光貴、白川士、三島有紀子
- 制作協力：ホリプロ
- 制作著作：読売テレビ

### サブタイトル
| 話数                                                      | 放送日        | サブタイトル         | 脚本                     | 演出       |
| --------------------------------------------------------- | ------------- | -------------------- | ------------------------ | ---------- |
| Vol.1                                                     | 2012年4月05日 | 死者の代役           | 森下直                   | 白川士     |
| Vol.2                                                     | 2012年4月12日 | 顔のない女社長       | 西田直子                 | 遠藤光貴   |
| Vol.3                                                     | 2012年4月19日 | キツネの子守唄       | 森下直                   | 白川士     |
| Vol.4                                                     | 2012年4月26日 | 浮気のヒミツ         | 西田直子                 | 遠藤光貴   |
| Vol.5                                                     | 2012年5月03日 | 女と男の間には       | 森下直                   | 三島有紀子 |
| Vol.6                                                     | 2012年5月10日 | さよならノクターン   | 森下直                   | 三島有紀子 |
| Vol.7                                                     | 2012年5月17日 | 別れないオンナ       | ブラジリィー・アン・山田 | 白川士     |
| Vol.8                                                     | 2012年5月24日 | 女医のホンネ         | 西田直子                 | 白川士     |
| Vol.9                                                     | 2012年5月31日 | この子、誰の子?      | 森下直                   | 遠藤光貴   |
| Vol.10                                                    | 2012年6月07日 | ボクが主役になった日 | 森下直                   | 遠藤光貴   |
| Vol.11                                                    | 2012年6月14日 | 遺産相続バトル       | 児玉頼子                 | 白川士     |
| Vol.12                                                    | 2012年6月21日 | 美容整形の悪魔       | ブラジリィー・アン・山田 | 遠藤光貴   |
| Vol.13                                                    | 2012年6月28日 | 人質救出大作戦!      | 森下直                   | 遠藤光貴   |
| 平均視聴率 3.3%（視聴率は関東地区・ビデオリサーチ社調べ） |               |                      |                          |            |

- Vol.10は『NEWS ZERO』が日テレ系ecoウィークで放送時間を10分延長したため、翌6月8日 0:08開始。